# (3149) Окуджава
(3149) Окуджава (лат. Okudzhava) — типичный астероид главного пояса, открыт 22 сентября 1981 года чешским астрономом Зденькой Вавровой в обсерватории Клеть и 7 сентября 1987 года назван в честь поэта и барда Булата Окуджавы.

## Обнаружение и именование
(3149) Окуджава
Открыт 22 сентября 1981 года в обсерватории Клеть З. Вавровой.
Назван в честь современного советского писателя, поэта и певца Булата Окуджавы.
Оригинальный текст (англ.)3149 Okudzhava
Discovered 1981-09-22 by Vavrova, Z. at Klet.
Named in honor of the contemporary Soviet writer, poet and singer Bulat Okudjeva.
Источники: DISCOVERY.DB; M.P.C. 12209.

## Орбита

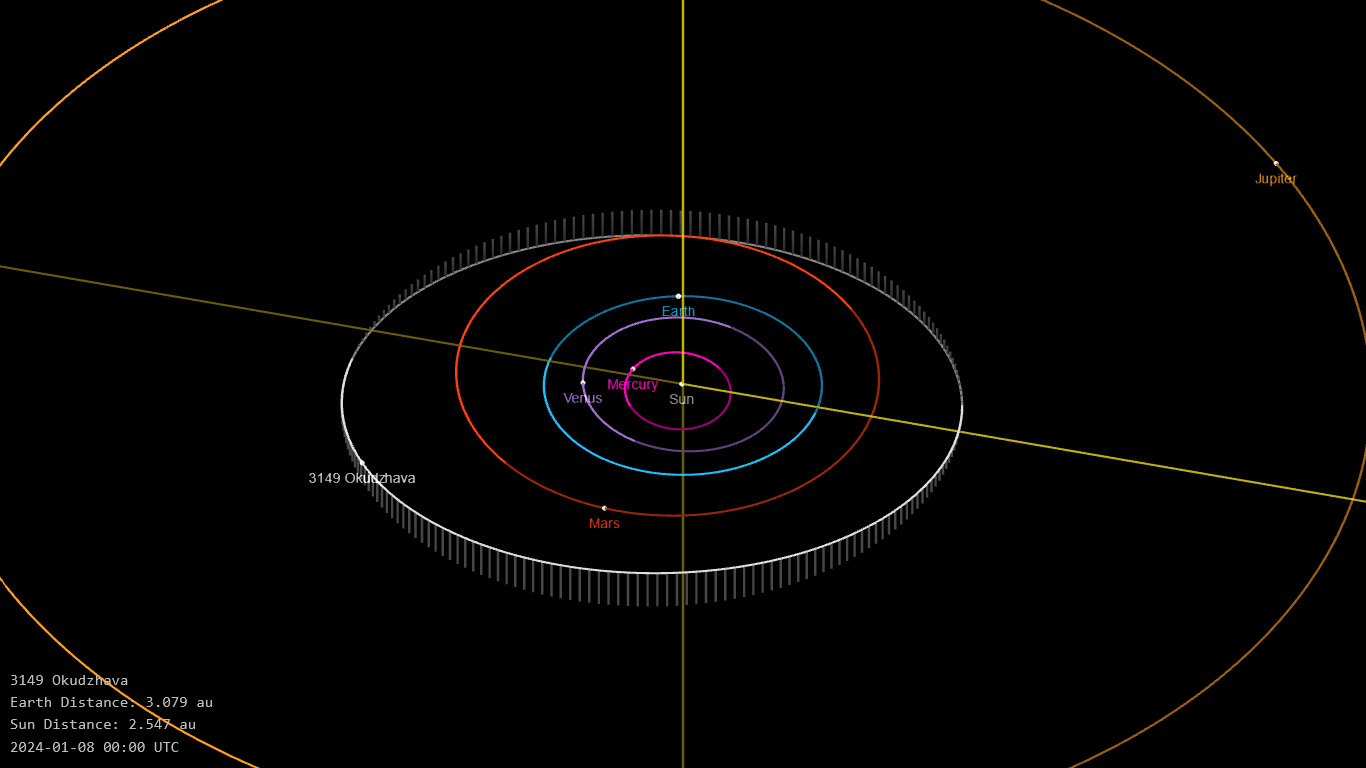
Орбита астероида Окуджава и его положение в Солнечной системе

## Физические характеристики
Из наблюдений телескопа VISTA следует, что астероид относится к таксономическому классу S.
По результатам наблюдений в видимом и ближнем инфракрасном диапазоне космического телескопа NEOWISE диаметр астероида оценивался равным 4,619±0,104 км и 3,71±0,84 км. Согласно тем же источникам альбедо оценивается как 0,2148±0,0329, 0,32±0,17 и 0,215±0,033.